# Écurie Wildenstein
L'écurie Wildenstein est une écurie de chevaux de course fondée par le marchand d'art français Daniel Wildenstein. Elle a remporté de nombreuses courses dans les trois disciplines des courses hippiques : les courses de plat, d'obstacles et de trot.

## Histoire
Les couleurs de l'écurie Wildenstein (casaque bleue, toque bleu clair) ont été déclarées par Georges Wildenstein, le père de Daniel Wildenstein, qui reprend les effectifs et fait changer l'écurie de dimension, devenant l'une des plus prestigieuses au monde. Fait unique, elle brille aussi en obstacles et au trot où Daniel Wildenstein investit avec succès dans les années 90, remportant notamment deux Prix d'Amérique (avec Coktail Jet et Kesaco Phedo) – Daniel Wildenstein reste d'ailleurs le seul propriétaire de l'histoire à avoir été sacré tête de liste des propriétaires en plat comme en trot la même année, en 1997. La casaque a également été à l'honneur dans les courses d'obstacles, remportant avec Kotkijet deux éditions du Grand Steeple-Chase de Paris, la plus grande course française. À la mort de Daniel Wildenstein, en 2001, ce sont ses deux fils, Alec et Guy qui lui succèdent, mais la casaque se fait moins présente et se défait de ses branches obstacles et trot. En août 2023, la totalité des pur-sang de l'écurie est vendue à l'écurie Wertheimer.
Les chevaux de l'effectif Wildenstein furent principalement confiés, en France, à Albert Klimscha, Angel Penna, Patrick Biancone, Élie Lellouche et André Fabre pour les purs-sang, et à Jean-Michel Bazire, Jean-Étienne Dubois et Philippe Allaire pour les trotteurs. Ses plus grands champions parmi les purs-sang se nomment Peintre Célèbre, Allez France, Sagace ou All Along et, du côté des trotteurs, Coktail Jet, Bahama ou Kesaco Phedo. En 2002, le prix du Rond Point, un groupe 2 disputé à Longchamp a été renommé prix Daniel Wildenstein.

## Palmarès sélectif
Victoires au niveau Groupe 1. 

### Courses de plat
France
- Prix de l'Arc de Triomphe – 4 – Allez France (1972), All Along (1983), Sagace (1984), Peintre Célèbre (1997)
- Prix du Jockey Club – 1 – Peintre Célèbre (1997)
- Grand Prix de Paris – 1 – Peintre Célèbre (1997)
- Prix de Diane – 5 – Allez France (1973), Pawneese (1976), Madelia (1977), Aquarelliste (2001), Bright Sky (2002)
- Poule d'Essai des Poulains – 2 – Don II (1969), Persian King (2019)
- Poule d'Essai des Pouliches – 3 – Allez France, Madelia, Danseuse du Soir
- Prix Jacques le Marois – 9 – Lianga, Gravelines, Flying Water, Vin de France
- Prix du Moulin de Longchamp – 4 – Faraway Son, Mount Hagen, Gravelines, Persian King (2019)
- Prix Marcel Boussac – 5 – Allez France, Miss Tahiti
- Prix Lupin – 4 – Métal Précieux, Epervier Bleu
- Prix Morny – 4 – Broadway Dancer
- Prix d'Ispahan – 6 – Allez France, Sagace, Arcangues, Bigstone, Loup Sauvage, Persian King (2019)
- Prix Jean–Luc Lagardère – 3 – Yelapa, Lost World, Loup Solitaire
- Prix de la Forêt – 5 – Faraway Son, African Sky, Danseuse du Soir, Bigstone, Poplar Bluff
- Prix Ganay – 2 – Allez France (2 fois), Sagace
- Prix Vermeille – 5 – Allez France (1973), Paulista (1974), All Along (1982), Walensee (1985), Aquarelliste (2001)
- Critérium de Saint-Cloud – 1 – Pistolet Bleu, Glaïeul
- Prix Saint-Alary – 3 – Madelia, Moonlight Dance, Muncie
- Prix Robert Papin – 1 – Lianga (1973)
- Grand Prix de Saint-Cloud – 4 – Felicio, Strawberry Road, Epervier Bleu, Pistolet Bleu
- Prix du Cadran – 7 –  Le Chouan, Buckskin, Balitou, Air de Cour, Victoire Bleue, Westerner (2003, 2004)
- Prix Royal-Oak – 4 – Mersey, Star Lift, Westerner (2003, 2004)
- Prix de l'Abbaye de Longchamp – 1 – Lianga (1975)

 Royaume-Uni
- Epsom Oaks – 1 – Pawneese (1976)

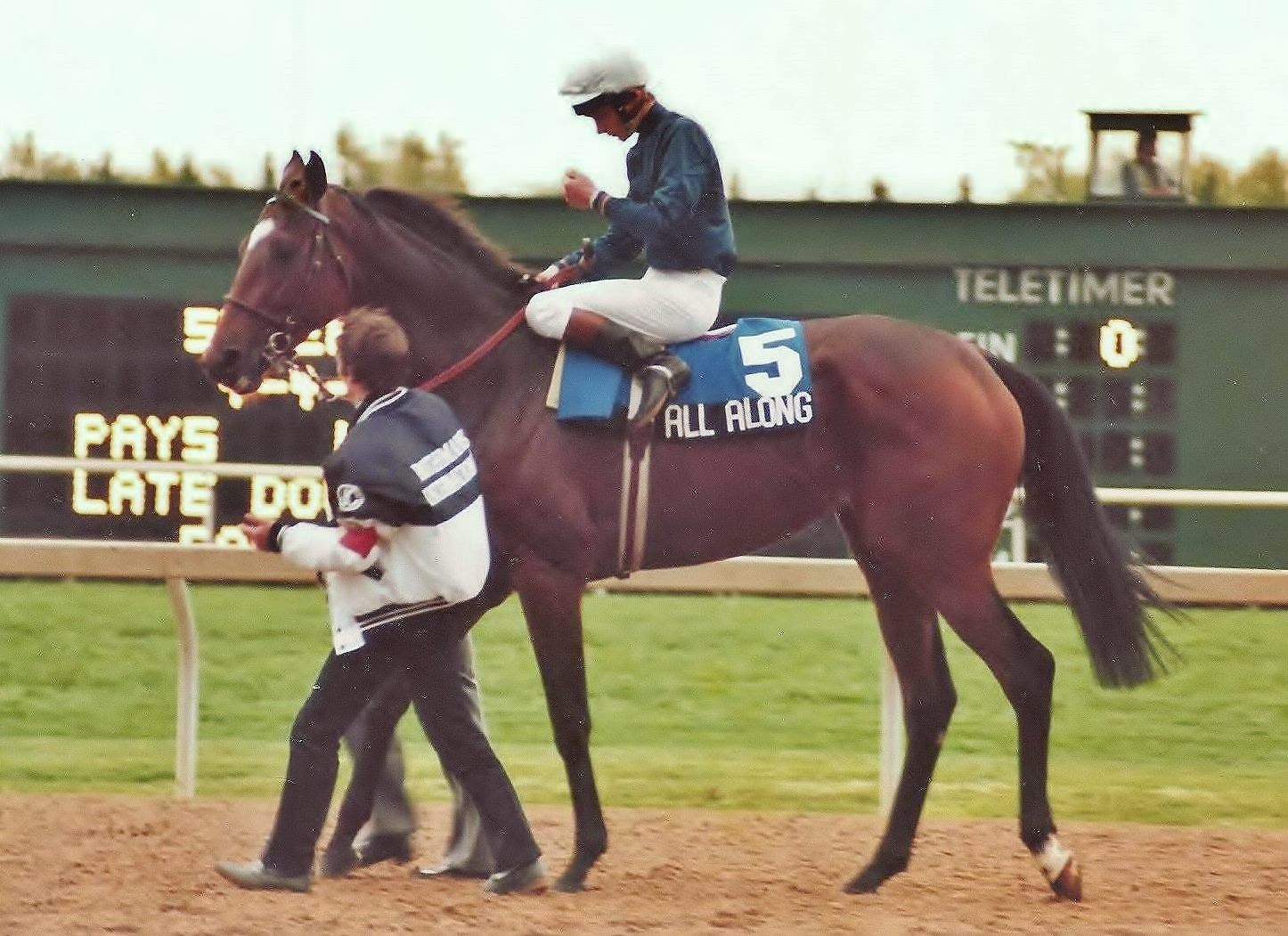
All Along au départ des Canadian International Stakes en 1983

- 1000 Guinées – 2 – Flying Water (1976) Miss France (2014)
- St Leger – 1 – Crow (1978)
- King George & Queen Elizabeth Diamond Stakes – 1 – Pawneese (1976)
- July Cup – 1 – Lianga (1975)
- Haydock Sprint Cup – 1 – Lianga (1975)
- Champion Stakes – 1 – Flying Water (1977)
- Coronation Cup – 1 – Crow (1978)
- Sussex Stakes – 1 – Bigstone (1993)
- Queen Elizabeth II Stakes – 1 – Bigstone (1993)
- Gold Cup – 1 – Westerner (2005)

 États-Unis
- Joe Hirsch Turf Classic Invitational Stakes – 2 – Waya (1978), All Along (1983)
- Man O'War Stakes – 1 – Waya (1978)
- Washington, D.C. International – 1 – All Along (1983)
- Arlington Million – 1 – Steinlein (1989)
- Breeders' Cup Mile – 1 – Steinlein (1989)
- Breeders' Cup Classic – 1 –  Arcangues (1993)

 Canada
- Canadian International Stakes – 1 – All Along

### Courses d'obstacles
France
- Grand Steeple-Chase de Paris – 2 – Kotkijet (2001, 2004)
- Grande Course de Haies d'Auteuil – 6 – Gopal (1969), Top Gear (1977), Paiute (1979, 1980), World Citizen (1982), Vaporetto (1999)
- Prix Alain du Breil – 4 – Video Tape (1982), Villez (1996), N'Avoue Jamais (2000), Nickname (2003)
- Prix Renaud du Vivier – 4 – Video Tape (1982), Vaporetto (1997), Homme du Jour (1999), Nickname (2003)
- Prix Maurice Gillois – 2 – Dalanik (1969), Regency Rake (1972)
- Prix Cambacérès – 2 – Grandak (1980), Villez (1995)
- Prix Ferdinand Dufaure – 2 – Incantado (1973), Boisnoir (2000)
- Prix La Haye Jousselin – 1 – Ardfern (1981)

### Courses de trot
France
- Prix d'Amérique – 2 – Coktail Jet (1996), Kesaco Phedo (2004)
- Prix de France – 1 – Coktail Jet (1996)
- Prix de Paris – 3 – Jardy (2005, 2006, 2007)
- Critérium des Jeunes – 2 – Hello Jo (1998), Juliano Star (2000)
- Critérium des 3 ans – 1 – Kesaco Phedo (2001)
- Critérium des 4 ans – 3 – Artiste du But (1992), Cygnus d'Odyssée (1994), Extreme Dream (1996)
- Critérium Continental – 1 –  Bahama (1993)
- Critérium des 5 ans – 1 – Coktail Jet (1995)
- Prix de l'Étoile – 4 – Bahama (1993, 1994), Coktail Jet (1995), Hello Jo (1998)
- Prix de Sélection – 3 – Cygnus d'Odyssée (1994), Full Account (1997), Hello Jo (1999)
- Grand Critérium de Vitesse de la Côte d'Azur – 3 – Écho (1998), Kesaco Phedo (2004, 2007)
- Prix de l'Atlantique – 2 – Coktail Jet (1996), Ganymède (1999)
- Prix Albert Viel – 2 – Esotico Star (1995), Juliano Star (2000)
- Prix René Ballière – 2 – Coktail Jet (1995), Jardy (2006)
- Prix d'Essai – 1 – Express Cat (1995)
- Prix de Vincennes – 1 – Jardy (2000)
- Saint-Léger des Trotteurs – 1 – Jardy (2000)
- Prix du Président de la République – 1 – Jardy (2001)

 Suède
- Elitloppet – 1 – Coktail Jet (1996)

 Italie
- Grand Prix Continental – 2 –  Bahama (1993), Camino (1994)
- Prix d'Europe – 2 –  Bahama (1993), Coktail Jet (1994)
- Grand Prix Freccia d'Europe – 1 –  Bahama (1994)
- Palio des Communes – 1 –  Bahama (1994)

 Norvège
- Grand Prix d'Oslo – 1 – Ganymède (1999)